# Eisenach
Eisenach je město v západní části spolkové země Durynsko. Žije zde asi 45 000 obyvatel. Rozkládá se na úpatí Durynského lesa. Mezi pamětihodnosti města patří pomník Martina Luthera, který ve městě pobýval nejprve mezi 14. a 17. rokem života jako student a poté v pozdějším věku, mezi léty 1521 až 1522, když nalezl útočiště na nedalekém Wartburgu. V Eisenachu se narodil Johann Sebastian Bach.
Město má poměrně dlouhou tradici výroby automobilů. Už v roce 1898 zde byl vyroben první vůz značky Wartburg. Výroba byla ukončena krátce po zániku NDR. Od roku 1992 se ve městě vyrábí vozy značky Opel.

## Dějiny
Město bylo založeno jako tržní osada patřící k hradu Wartburg. Od 12. st. bylo město nazýváno Isinacha.
- 1264 byl jedním ze sídel rodu Wettinů.
- 1525 se měšťanstvo z velké části přidalo k selskému povstání, které bylo záhy potlačeno. Jako trest bylo město obsazeno knížecími vojsky a rabováno. Koncem roku zde bylo popraveno 17 vůdců povstání.
- 1572 – 1741 pouze s krátkou přestávkou, bylo hlavním městem vévodství Sasko-Eisenach.
- 1617 a 1636 postihly město velké požáry, které jej téměř celé zničily. Teprve v 19. století se opět město začíná probouzet k prosperitě a postupně přesahuje své středověké hranice.
- 1869 zde byla založena Sociálně-demokratická dělnická strana

## Osobnosti města
- Walther von der Vogelweide (cca 1170 – cca 1230), německy píšící lyrický básník a jedna z největších postav německého minnesangu.
- Martin Luther (1483 – 1546), teolog, kazatel a reformátor, zakladatel protestantismu
- Johann Sebastian Bach (1685 – 1750), hudební skladatel a virtuóz hry na klávesové nástroje
- Ernst Abbe (1840 – 1905), fyzik, astronom a sociální reformátor

## Partnerská města
- Mohylev, Bělorusko, 1996
- Marburg, Německo, 1988
- Sárospatak, Maďarsko, 2008
- Sedan, Francie, 1991
- Skanderborg, Dánsko, 1993
- Waverly, Iowa, USA, 1992

## Externí odkazy

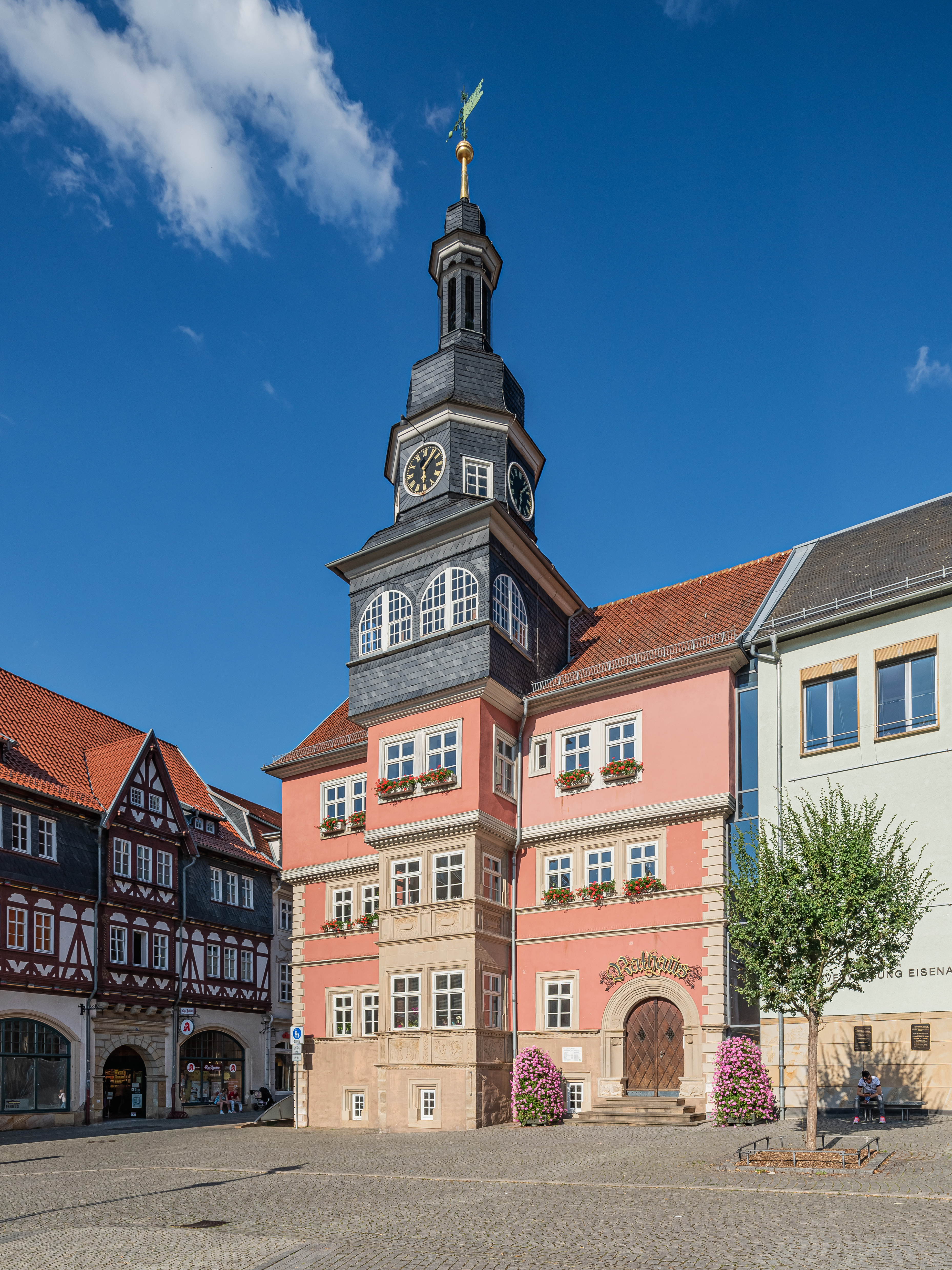
Náměstí s radnicí

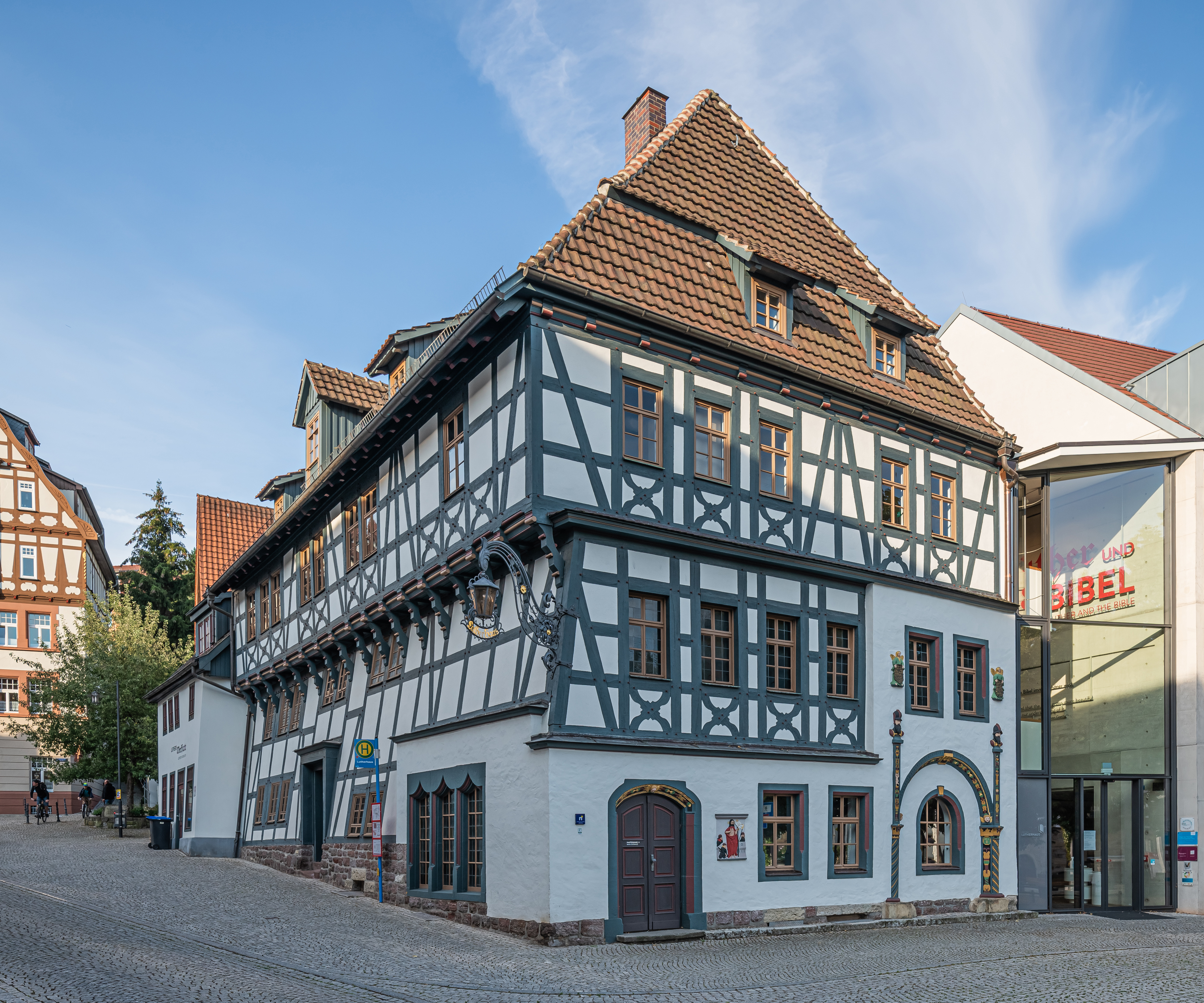
Dům, kde pobýval M. Luther